# Vespa gegant asiàtica
|  | No s'ha de confondre amb Vespa carnissera asiàtica. |

La vespa gegant asiàtica (Vespa mandarinia) és una espècie d'himenòpter apòcrit de la família dels vèspids (Vespidae) pròpia del sud-est asiàtic i el Japó.

## Característiques
Té una longitud de 5 cm i una envergadura alar de 7,5 cm. És molt corpulenta i posseeix un potent verí capaç de dissoldre els teixits. És agressiva i no tolera la captivitat. A més, disposa d'unes mandíbules potents, armadures protectores i ungles tarsals per subjectar a la seva víctima.